# 米棧古道
米棧古道是昔日壽豐鄉米棧與東海岸水璉之間的挑夫路。為當時水璉村民肩擔稻米翻越海岸山脈、橫渡溪流，將米賣至壽豐鄉縱谷一帶村莊的路徑，米棧村即為米糧堆放的中繼點而由此得名「米棧」。擁有百年歷史的古道原長約7~8公里，後因公路發達而日漸荒廢，在米棧社區發展協會的發起整建之下，就地取材完成竹木護欄設施及截水孔，修築了約2.1公里這充滿原始自然風味的古道。
米棧古道西起米棧國小舊址（位於縣道193號42.3K處），東可至花38-1線鄉道。沿途為植被茂密的自然山徑，前段平緩，後段稍陡，過稜線後視野開闊能欣賞木瓜溪蜿蜒於縱谷之中，並可觀賞阡陌縱橫稻田的優美景緻。抵達1700公尺及2100公尺處有觀景台及百年榕樹，可遠眺水璉村及太平洋海天一色。

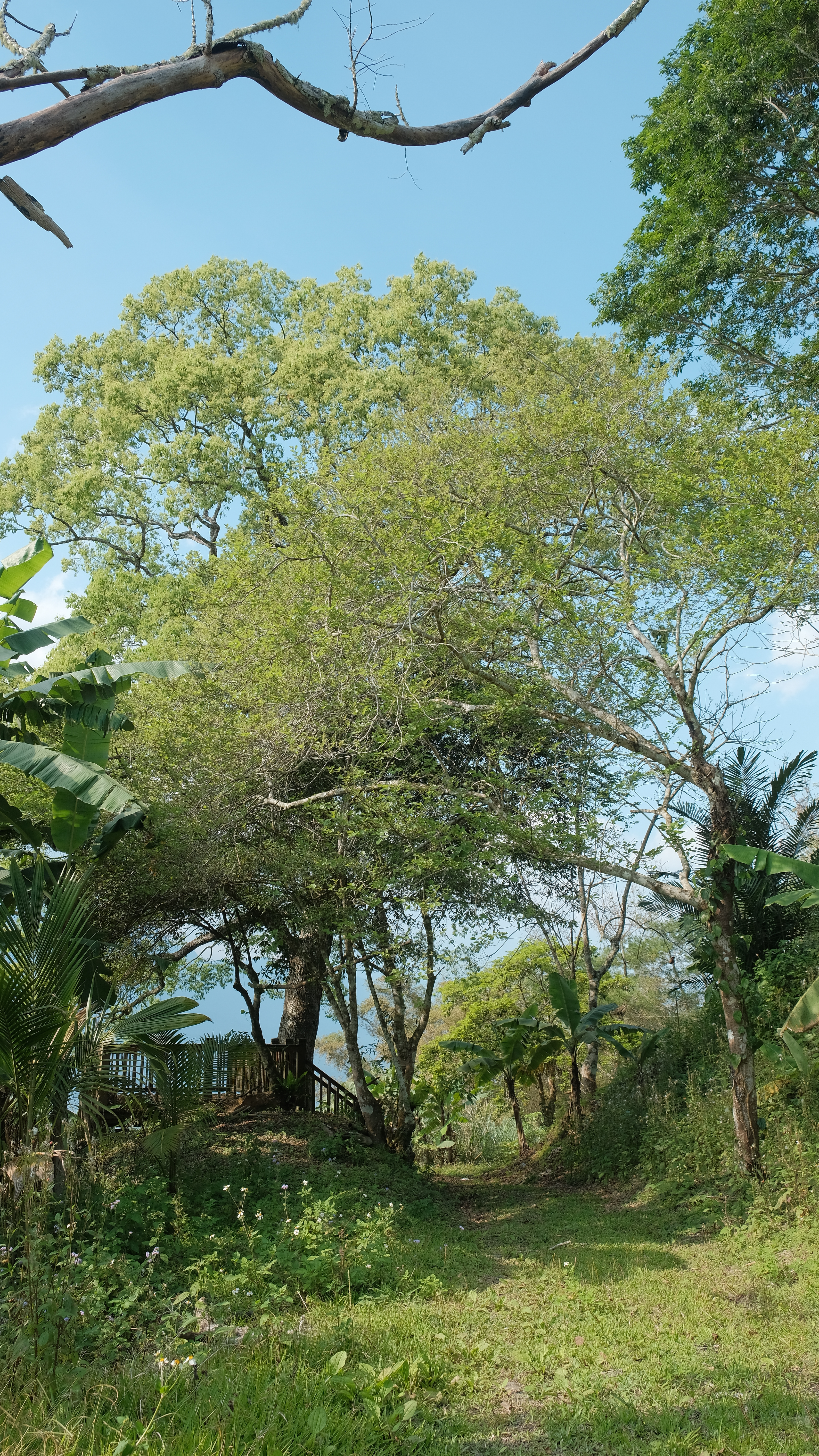
里程1700m景觀台
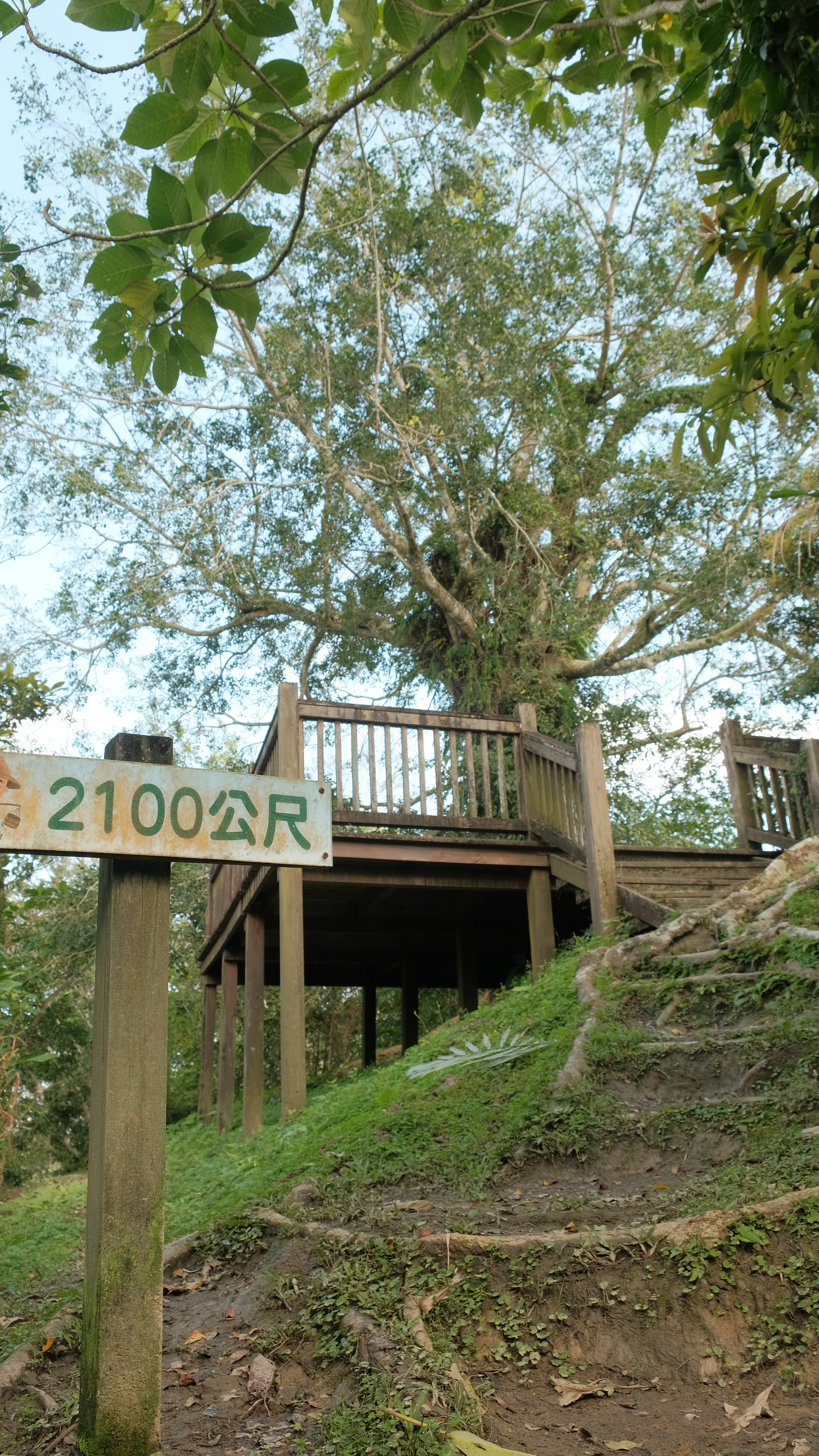
里程2100m景觀台
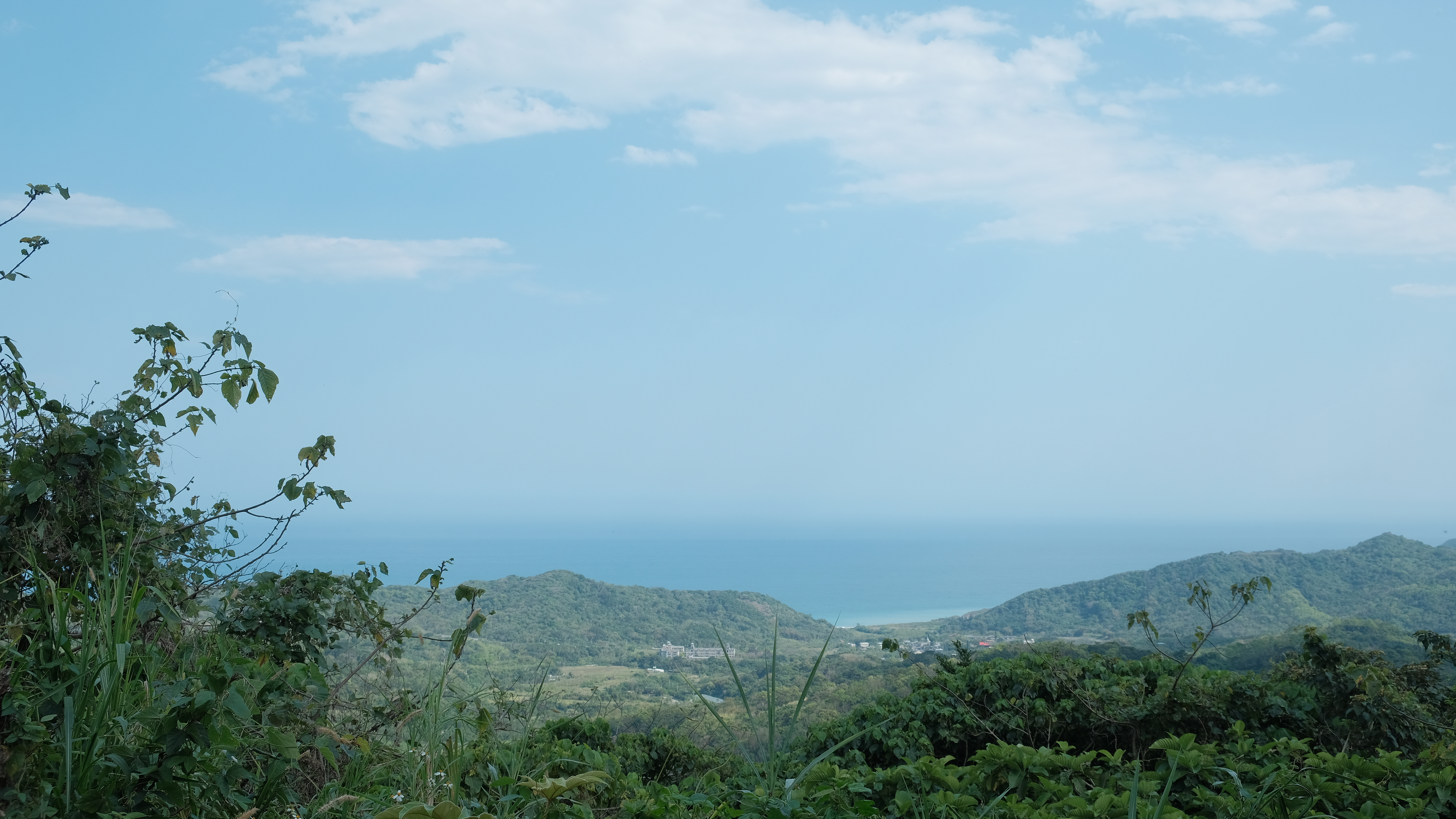
眺望太平洋
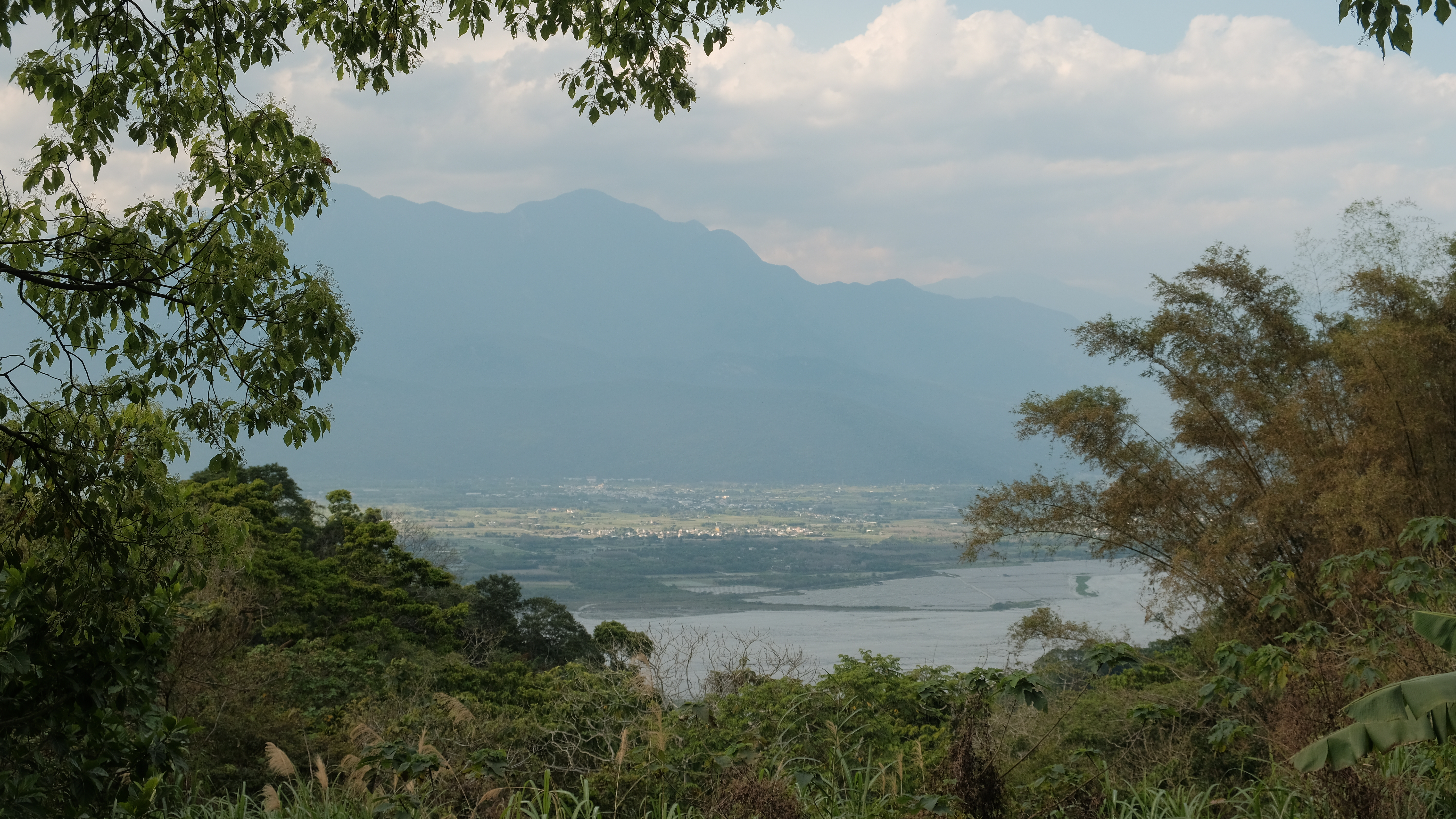
眺望花東縱谷

## 外部連結
- 米棧古道風情畫－花蓮壽豐米棧社區 行政院農委會 （页面存档备份，存于）
- 花蓮、壽豐｜米棧社區訪挑夫．聆聽古道的心跳聲 - 旅行圖中 （页面存档备份，存于）
- 步道》米棧古道．挑夫路 花蓮旅人誌 （页面存档备份，存于）
- 米棧古道 （页面存档备份，存于）